# Nishimeya
Nishimeya (jap. 西目屋村 Nishimeya-mura) – wieś w Japonii, na wyspie Honsiu, w prefekturze Aomori. Według danych na rok 2020 miejscowość zamieszkiwało 1 265 mieszkańców , a gęstość zaludnienia wyniosła 5,1 os./km².